# Eureka (ferry)
L'Eureka est un bateau à roues à aubes à vapeur construit en 1890, qui est maintenant conservé dans le San Francisco Maritime National Historical Park à San Francisco, en Californie . Initialement nommé Ukiah pour commémorer la récente extension du chemin de fer dans la ville d'Ukiah, le bateau a été construit par la San Francisco and North Pacific Railroad (en) dans leur chantier de Tiburon. 
C'est le plus grand navire en bois existant au monde. Eureka a été inscrit au registre national des lieux historiques le 24 avril 1973 et désigné National Historic Landmark le 4 février 1985.

## Galerie

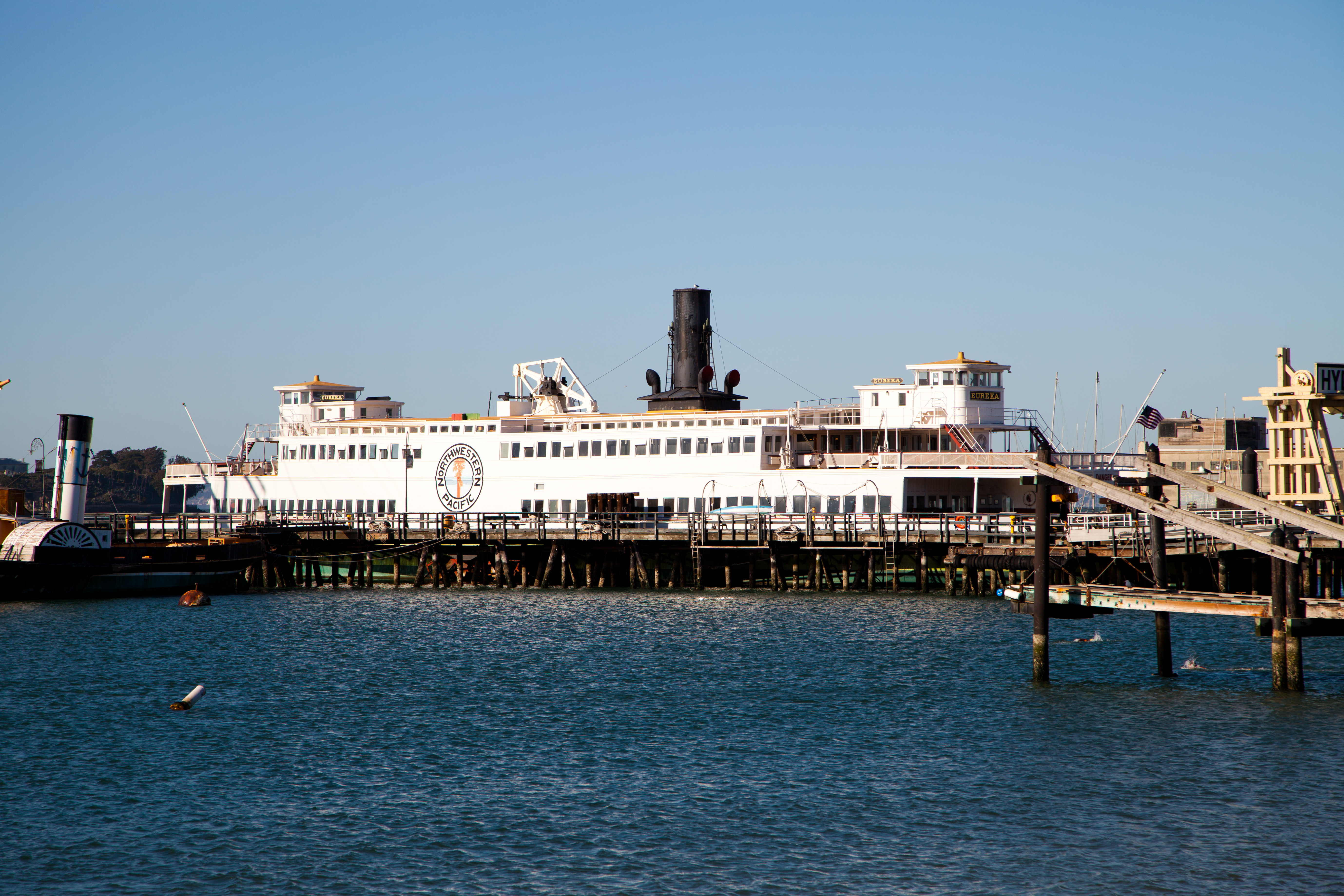
Eureka  amarré au Hyde Street Pier (2012)
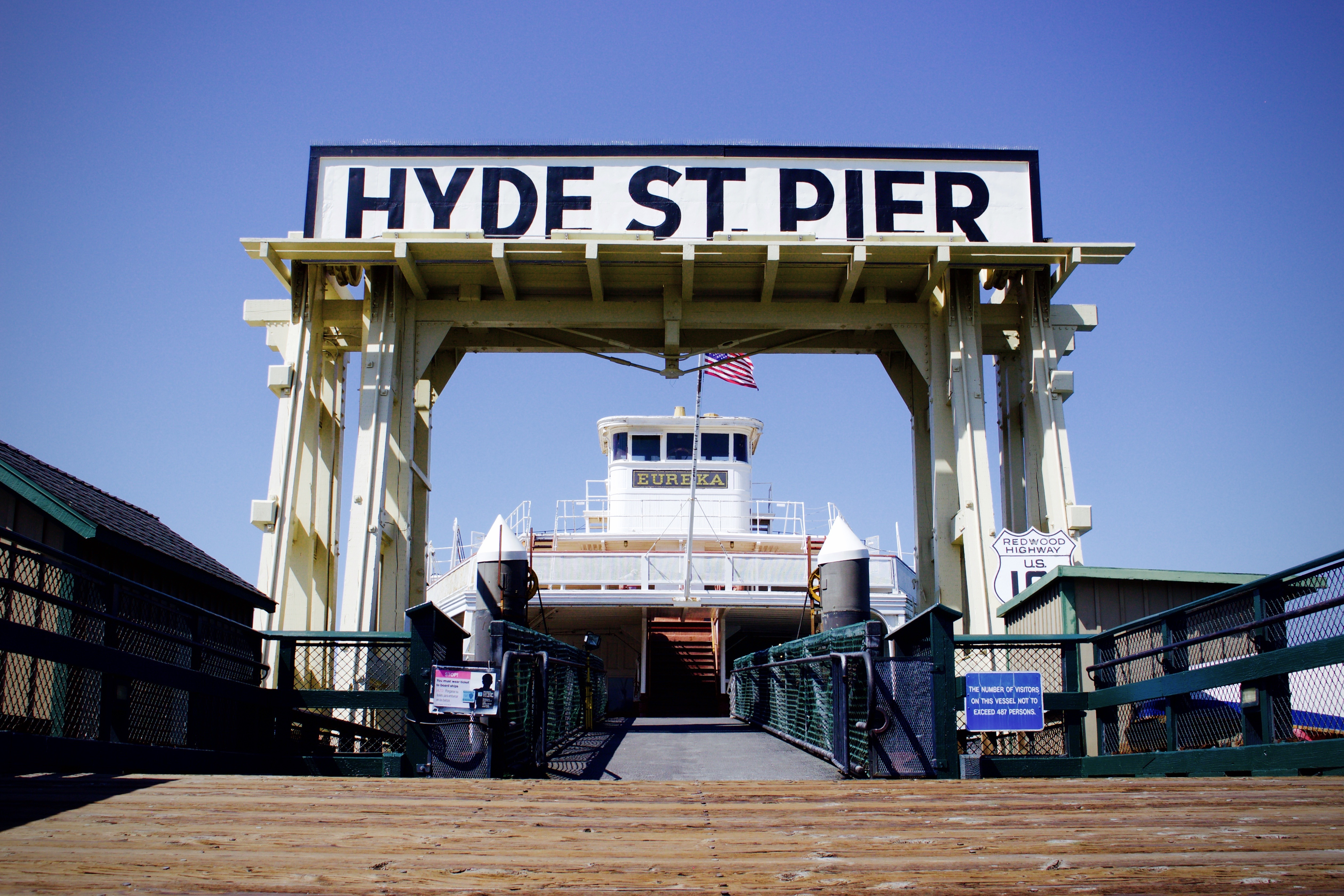
L'embarcadère
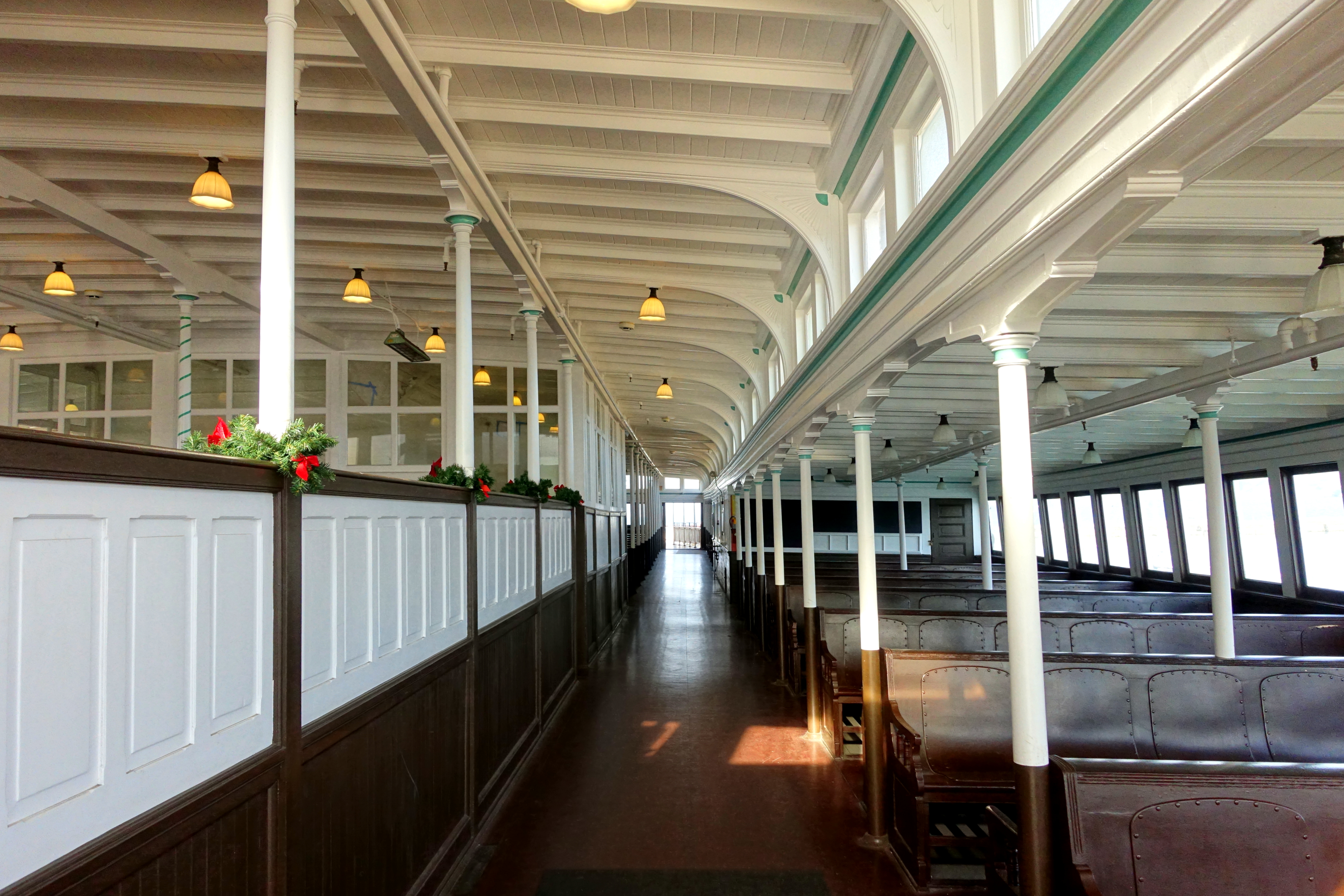
hall des passagers